# Sagaba
Sagaba ou Sangaba é uma vila da comuna rural de Zangasso, na circunscrição de Cutiala, na região de Sicasso ao sul do Mali.

## História
Sagaba era residência habitual de Sambatiemoro Traoré, sobrinho do fama Babemba (r. 1845–1860). Ela estava trabalhando secretamente para Bala de Tieré e em 1895 revoltou-se contra a autoridade dos Traorés. Uma força sob Isaac foi enviada para suprimir a revolta. Ao ser libertado pelos franceses de seu cativeiro, Melegué Uatara incita os habitantes de Cutiala a ajudarem Sagaba. A força de alívio foi ameaça pelas forças Traorés e ao debandar a ameaça, os Traorés retornam a Sicasso através de Sagaba.